# Élections générales de 2018 en république démocratique du Congo
Cet article court présente un sujet plus développé dans : Élection présidentielle de 2018 en république démocratique du Congo, élections législatives de 2018 en république démocratique du Congo et élections provinciales de 2018 en république démocratique du Congo.

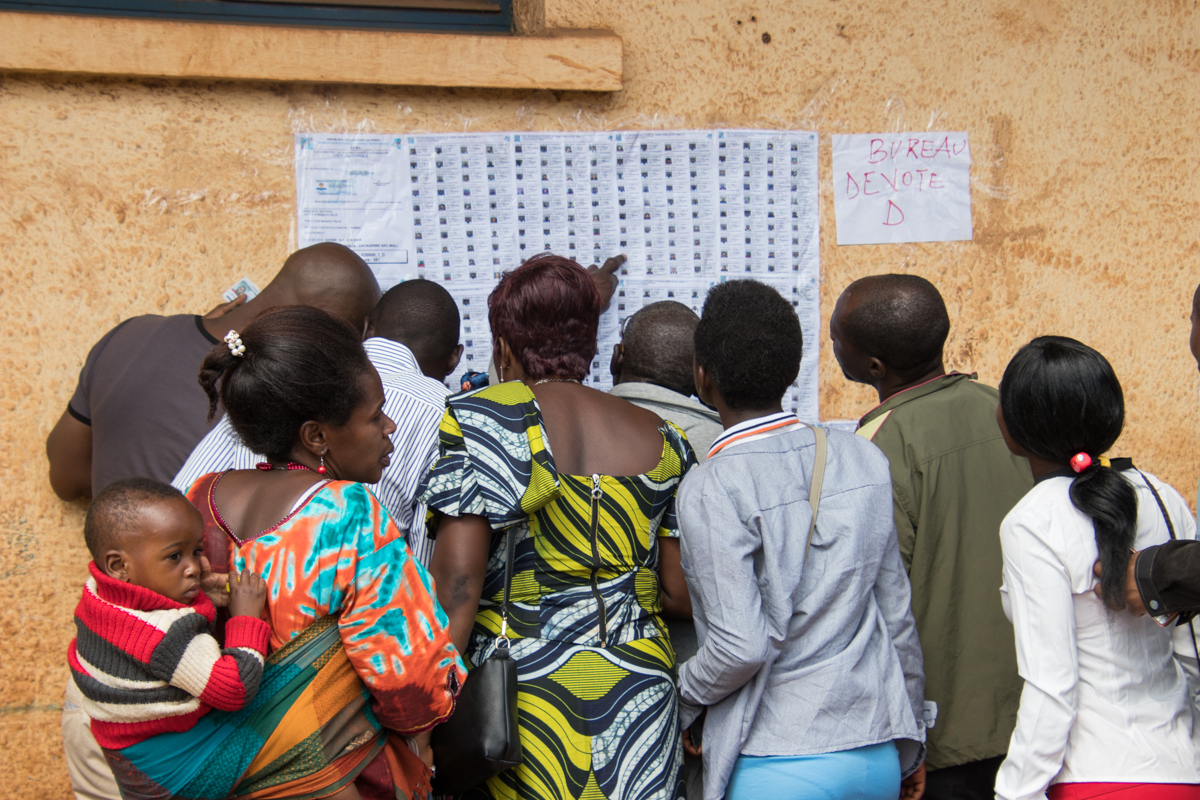
Lew enrôlés vérifiant leurs noms sur la liste de vote en RDC 2018

Les élections générales congolaises de 2018 ont lieu le 30 décembre 2018 en république démocratique du Congo (RDC). Trois scrutins ont lieu en même temps : l'élection présidentielle, les élections législatives et les élections provinciales. La présidentielle voit la victoire, contestée, de l'opposant Félix Tshisekedi tandis que les candidats du Front commun pour le Congo et les autres alliés de l'ancien président Joseph Kabila, sortent vainqueurs des deux autres scrutins,.